# 世良田駅

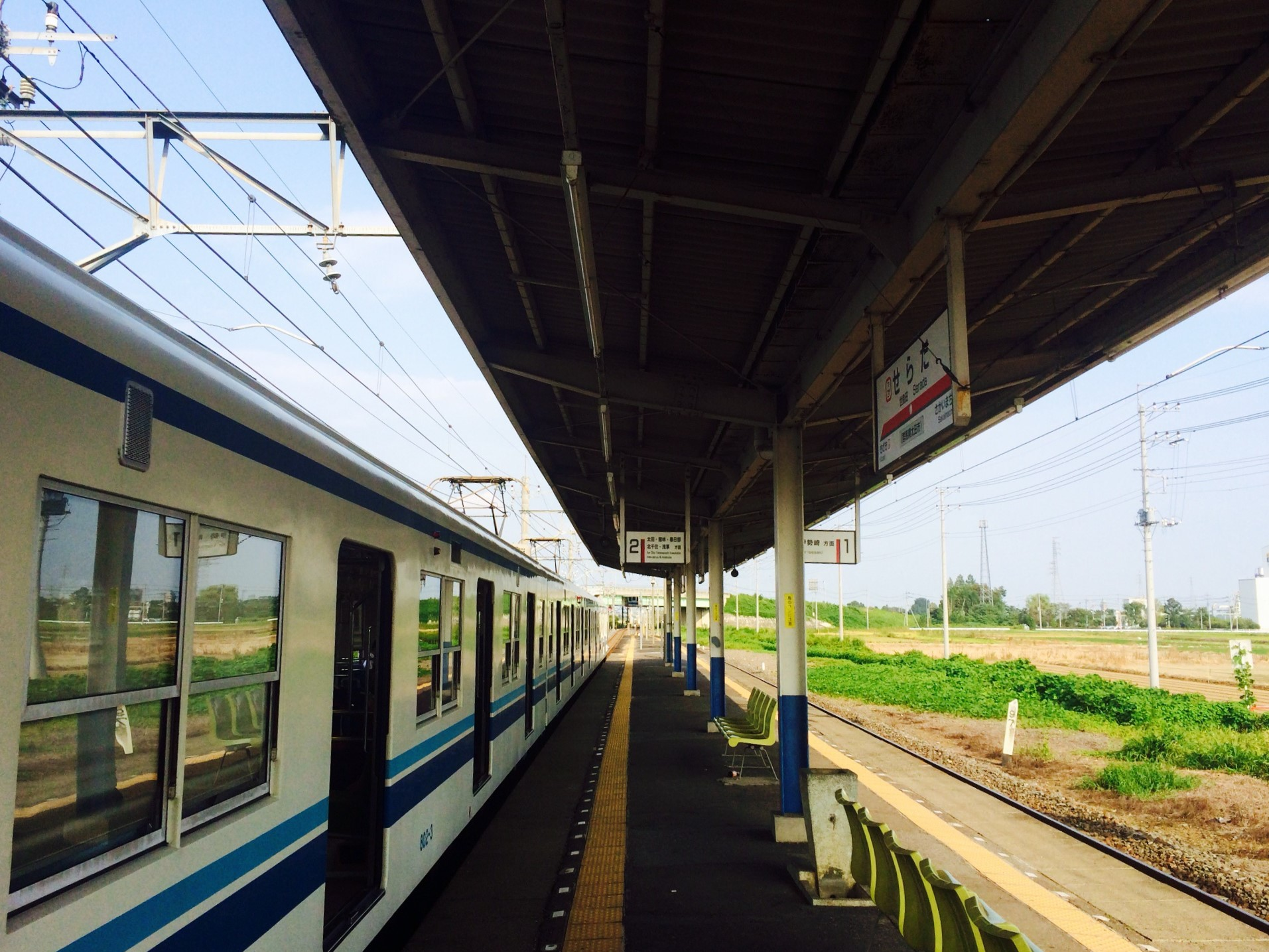
ホーム（2016年8月）

世良田駅（せらだえき）は、群馬県太田市世良田町にある東武鉄道伊勢崎線の駅である。駅番号はTI 21。

## 年表
- 1927年（昭和2年）10月1日 - 開業[1]。
- 1980年（昭和55年）8月5日 - 駅無人化、簡易委託開始。
- 2006年（平成18年）3月18日 - 太田 - 伊勢崎間のワンマン運転開始。これにより太田駅以南から乗り入れる一般列車は廃止された。[要出典]
- 2007年（平成19年）3月 - 従来の駅舎西側に建設された新駅舎の使用を開始。
- 2013年（平成25年）3月16日 - ダイヤ改正により一般列車の太田駅以南への乗り入れが再度設定され館林駅までの運用となった。
- 2022年（令和4年）3月31日 - 簡易委託終了。

## 駅構造
島式ホーム1面2線を有する地上駅で簡易委託駅。近距離乗車券を駅近くの自転車預かり所で発売している。駅舎は線路の南側にあり、ホームとは跨線橋により連絡している。駅舎にはPASMO対応簡易改札機、乗車証明書発行機とトイレが設置されている。

### のりば
| 番線 | 路線     | 方向 | 行先                                                                                 |
| ---- | -------- | ---- | ------------------------------------------------------------------------------------ |
| 1    | 伊勢崎線 | 下り | 伊勢崎方面                                                                           |
| 2    | 伊勢崎線 | 上り | 太田・足利市・館林・ 東武スカイツリーライン 北千住・とうきょうスカイツリー・浅草方面 |

## 利用状況
2024年度の1日平均乗降人員は447人である。これは伊勢崎線内の駅では最も少ない数値である。
近年の1日平均乗降人員の推移は下表の通り。
| 年度               | 1日平均 乗降人員 | 出典       |
| ------------------ | ---------------- | ---------- |
| 2000年（平成12年） | 482              |            |
| 2001年（平成13年） | 400              |            |
| 2002年（平成14年） | 369              |            |
| 2003年（平成15年） | 357              |            |
| 2004年（平成16年） | 372              |            |
| 2005年（平成17年） | 361              |            |
| 2006年（平成18年） | 355              |            |
| 2007年（平成19年） | 426              |            |
| 2008年（平成20年） | 450              |            |
| 2009年（平成21年） | 412              |            |
| 2010年（平成22年） | 390              |            |
| 2011年（平成23年） | 414              |            |
| 2012年（平成24年） | 434              |            |
| 2013年（平成25年） | 452              |            |
| 2014年（平成26年） | 435              |            |
| 2015年（平成27年） | 456              |            |
| 2016年（平成28年） | 430              |            |
| 2017年（平成29年） | 469              |            |
| 2018年（平成30年） | 476              |            |
| 2019年（令和元年） | 464              |            |
| 2020年（令和02年） | 371              | [ 東武 3 ] |
| 2021年（令和03年） | 419              | [ 東武 4 ] |
| 2022年（令和04年） | 434              | [ 東武 5 ] |
| 2023年（令和05年） | 448              | [ 東武 6 ] |
| 2024年（令和06年） | 447              | [ 東武 1 ] |

## 駅周辺
- 太田市役所世良田行政センター
- 世良田郵便局
- 尾島工業団地
  - サンノーバ
- 世良田東照宮
- 太田市立新田荘歴史資料館
- 太田市立縁切寺満徳寺資料館
- 長楽寺 (太田市)

## 隣の駅
東武鉄道
 伊勢崎線
木崎駅 (TI 20) - 世良田駅 (TI 21) - 境町駅 (TI 22)